# CDKN2C
CDKN2C‏ (Cyclin dependent kinase inhibitor 2C) هوَ بروتين يُشَفر بواسطة جين CDKN2C في الإنسان.